# Behawioralna teoria gier
Behawioralna teoria gier analizuje interaktywne decyzje strategiczne i zachowania przy użyciu metod teorii gier, ekonomii eksperymentalnej i psychologii eksperymentalnej. Eksperymenty obejmują testowanie odchyleń od typowych uproszczeń teorii ekonomicznej, takich jak aksjomat niezależnośc i pominięcie altruizmu, uczciwości, i efektów kadrowania. Problemy behawioralnej teorii gier rozwijane są od trzech dekad.
Tradycyjna teoria gier koncentruje się na matematycznej strukturze równowagi i korzysta z teorii racjonalnego wyboru konsumenta obejmującego maksymalizację użyteczności. Natomiast teoria gier behawioralnych koncentruje się na tym, jak rzeczywiste zachowanie zwykle odbiega od standardowych przewidywań: w jaki sposób możemy wyjaśnić i modelować te odchylenia oraz w jaki sposób możemy poprawić przewidywania przy użyciu dokładniejszych modeli? Wybory badane w behawioralnej teorii gier nie zawsze są racjonalne i nie zawsze reprezentują wybór maksymalizujący użyteczność.
Behawioralna teoria gier wykorzystuje eksperymenty laboratoryjne i terenowe, a także modelowanie teoretyczne i obliczeniowe. Dodatkowo metody uczenia maszynowego zostały zastosowane w pracy na styku ekonomii, psychologii i informatyki w celu poprawy zarówno przewidywania, jak i zrozumienia zachowania w grach.

## Historia
Teoria gier behawioralnych rozpoczęła się od pracy Allaisa w 1953 r. I Ellsberga w 1961 r. Odkryli oni odpowiednio paradoks Allaisa i paradoks Ellsberga. Oba paradoksy pokazują, że wybory dokonywane przez uczestników gry nie odzwierciedlają korzyści, jakich oczekują oni od dokonania tych wyborów. W latach 70. praca Vernona Smitha pokazała, że rynki gospodarcze można badać nie tylko teoretycznie, ale też eksperymentalnie. W tym samym czasie kilku ekonomistów przeprowadziło eksperymenty, które odkryły odmiany tradycyjnych modeli decyzyjnych, takich jak teoria żalu, teoria perspektyw i dyskontowanie hiperboliczne. Te odkrycia pokazały, że faktyczni decydenci biorą pod uwagę wiele czynników przy dokonywaniu wyborów. Na przykład osoba może starać się zminimalizować ilość żalu, którą poczuje po podjęciu decyzji, i rozważyć swoje opcje na podstawie o ilość żalu, której oczekuje otrzymać od każdej z nich. Ponieważ nie były one wcześniej badane przez tradycyjną teorię ekonomii, czynniki takie jak żal wraz z wieloma innymi podsycały kolejne badania.
Od lat 80. eksperymentatorzy zaczęli badać warunki, które powodują rozbieżność z racjonalnym wyborem. Ultimatum i gry przetargowe badały wpływ emocji na przewidywania zachowania przeciwnika. Jednym z najbardziej znanych przykładów gry ultimatum jest program telewizyjny Deal or No Deal, w którym uczestnicy muszą podjąć decyzję o sprzedaży lub kontynuowaniu gry na podstawie ultimatum pieniężnego postawionego im przez „bankiera”. Te gry badały również wpływ zaufania na wyniki podejmowania decyzji i zachowanie maksymalizujące użyteczność. W celu eksperymentalnego przetestowania, w jaki sposób współpraca i pożądanie społeczne wpływają na wybory badanego, zastosowano wspólne gry z zasobami. Przykładem typowej gry z zasobami może być decyzja gościa, który chce wziąć z półmiska z jedzeniem. Decyzje gości miałyby wpływ nie tylko na to, jak bardzo są głodne, ale miałyby również wpływ na to, ile pozostało z dzielonych zasobów, jedzenia, i jeśli gość uważa, że inni oceniliby je za wzięcie większej ilości. Eksperymentatorzy w tym okresie badali zachowania, które nie maksymalizowały użyteczności w wyniku błędnego rozumowania uczestnika. Na przełomie wieków ekonomiści i psychologowie rozszerzyli te badania. Modele oparte na teorii racjonalnego wyboru zostały dostosowane w celu odzwierciedlenia preferencji podejmujących decyzje i próby racjonalizacji wyborów, które nie maksymalizowałyby użyteczności.

## Porównanie do tradycyjnej teorii gier
Tradycyjna teoria gier wykorzystuje modele teoretyczne, aby określić najkorzystniejszy wybór wszystkich graczy w grze. Teoria gier wykorzystuje teorię racjonalnego wyboru wraz z założeniami powszechnej wiedzy graczy, aby przewidzieć decyzje maksymalizujące użyteczność. Pozwala także graczom przewidywać strategie przeciwników. Tradycyjna teoria gier jest przede wszystkim teorią normatywną, ponieważ ma na celu wskazanie decyzji, którą racjonalni gracze powinni wybrać, ale nie próbuje wyjaśnić, dlaczego ta decyzja została podjęta. Racjonalność jest podstawowym założeniem teorii gier, więc nie wyjaśnia różnych form racjonalnych decyzji lub nieracjonalnych decyzji.
Behawioralna teoria gier jest przede wszystkim teorią pozytywną, a nie teorią normatywną. Pozytywna teoria ma na celu raczej opisanie zjawisk niż zalecenie prawidłowego działania. Pozytywne teorie muszą być sprawdzalne i mogą być udowodnione jako prawdziwe lub fałszywe. Teoria normatywna jest subiektywna i oparta na opiniach. Z tego powodu teorie normatywne nie mogą być udowodnione jako prawdziwe lub fałszywe. Behawioralna teoria gier próbuje wyjaśnić podejmowanie decyzji na podstawie danych eksperymentalnych. Teoria ta pozwala na racjonalne i irracjonalne decyzje, ponieważ obie są badane za pomocą eksperymentów z prawdziwego życia. Behawioralna teoria gier próbuje wyjaśnić czynniki wpływające na decyzje podejmowane w świecie rzeczywistym. Czynniki te nie są badane w obszarze tradycyjnej teorii gier, ale można je postulować i obserwować na podstawie danych empirycznych. Ustalenia z behawioralnej teorii gier będą miały zwykle większą wiarygodność zewnętrzną i mogą być lepiej zastosowane w zachowaniach decyzyjnych w świecie rzeczywistym.

## Przykłady gier wykorzystywanych w badaniach behawioralnych teorii gier
- Gra sygnalizacyjna(inne języki)
- Gra dyktatora[14][15]
- Ultimatum Game(inne języki)[16]
- Keynesowski konkurs piękności(inne języki)
- Normalna gra formalna
- Gra kooperacyjna(inne języki)
- Gra wymiany prezentów(inne języki)

## Czynniki wpływające na racjonalność w grach

### Wierzenia
Oczekiwania o innych ludziach w grze decyzyjnej powinny wpływać na zdolność dokonywania racjonalnych wyborów. Jednak przekonania innych mogą również powodować, że wyniki eksperymentów będą odbiegać od równowagi i podejmować decyzje maksymalizujące użyteczność. W eksperymencie Costa-Gomeza (2008) uczestnicy zostali zapytani o przekonania pierwszego rzędu o działaniach przeciwnika przed ukończeniem serii normalnych gier z innymi uczestnikami. Uczestnicy przestrzegali Nash Equilibrium tylko w 35% przypadków. Co więcej, uczestnicy wyrazili jedynie przekonanie, że ich przeciwnicy przestrzegają tradycyjnej teorii gier w 15% przypadków. Oznacza to, że uczestnicy wierzyli, że ich przeciwnicy będą mniej racjonalni niż byli w rzeczywistości. Wyniki tego badania pokazują, że uczestnicy nie wybierają akcji maksymalizującej użyteczność i oczekują, że ich przeciwnicy zrobią to samo. Pokazują one również, że uczestnicy nie wybrali akcji maksymalizującej użyteczność, która odpowiadałaby ich przekonaniom na temat działania przeciwnika. Chociaż uczestnicy mogli sądzić, że ich przeciwnik był bardziej skłonny do podjęcia określonej decyzji, nadal podejmowali decyzje, jakby ich przeciwnik dokonywał wyboru losowo. W innym badaniu, w którym zbadano uczestników programu telewizyjnego Deal or No Deal, stwierdzono rozbieżność w stosunku do racjonalnego wyboru. Podczas gry uczestnicy częściej opierali swoje decyzje na wcześniejszych wynikach. Awersja do ryzyka spadła, gdy oczekiwania uczestników nie zostały spełnione w grze. Na przykład podmiot, który doświadczył szeregu pozytywnych wyników, był mniej skłonny zaakceptować umowę i zakończyć grę. To samo dotyczyło podmiotu, który doświadczył przede wszystkim negatywnych wyników we wczesnej fazie gry.

### Współpraca społeczna
Zachowania społeczne i współpraca z innymi uczestnikami to dwa czynniki, które nie są modelowane w tradycyjnej teorii gier, ale często są obserwowane w środowisku eksperymentalnym. Ewolucja norm społecznych została zaniedbana w modelach decyzyjnych, ale normy te wpływają na sposoby interakcji między prawdziwymi ludźmi i dokonywania wyborów. Jedną z tendencji jest chęć silnego odwzajemniania się. Ten typ gracza wchodzi w grę z predyspozycjami do współpracy z innymi graczami. Zwiększy poziom współpracy w odpowiedzi na współpracę innych graczy i obniży poziom współpracy, nawet na własny koszt, aby ukarać graczy, którzy nie współpracują. Nie jest to zachowanie maksymalizujące wypłatę, ponieważ gracz silnie odwzajemniający gotów jest zmniejszyć wypłatę innych graczy swoim kosztem, aby tylko zachęcić innych graczy do współpracy.
Dufwenberg i Kirchsteiger (2004) opracowali model oparty na wzajemności zwany sekwencyjną równowagą wzajemności. Ten model dostosowuje tradycyjną logikę teorii gier do idei, że gracze odwzajemniają działania w celu współpracy. Model został wykorzystany do dokładniejszego przewidywania wyników eksperymentów klasycznych gier, takich jak dylemat więźnia i gra stonoga. Rabin (1993) stworzył także równowagę sprawiedliwości, która mierzy wpływ altruizmu na wybory. Odkrył, że gdy gracz jest altruistyczny wobec innego gracza, drugi gracz ma większą szansę odwzajemnić ten altruizm. Wynika to z idei uczciwości. Równowagi sprawiedliwości przyjmują formę wzajemnego maksimum, w którym obaj gracze wybierają wynik, który najbardziej obdarzy oby z nich, lub wzajemnego minimum, w którym obaj gracze wybierają wynik, który najbardziej boli obu z nich. Równowagi te są również równowagami Nasha, ale uwzględniają chęć uczestników do współpracy i uczciwości.

### Zachęty, konsekwencje i oszustwo
Rola zachęt i konsekwencji w podejmowaniu decyzji jest interesująca dla behawioralnych teoretyków gier, ponieważ wpływa na racjonalne zachowanie. Post (2008) przeanalizował zachowania uczestnika Deal or no Deal w celu wyciągnięcia wniosków na temat podejmowania decyzji, gdy stawki są wysokie. Badanie wyborów zawodnika doprowadziło do wniosku, że w sekwencyjnej grze z wysokimi stawkami decyzje opierały się raczej na wcześniejszych wynikach niż na racjonalności. Gracze, którzy stoją w szeregu dobrych wyników, w tym przypadku eliminują przypadki niskiej wartości z gry lub gracze, którzy doświadczyli szeregu słabych wyników, stają się mniej niechętni do ryzyka. Oznacza to, że gracze, którzy mają wyjątkowo dobre lub wyjątkowo złe wyniki, są bardziej skłonni do gry i kontynuowania gry niż przeciętni gracze. Gracze, którzy mieli szczęście lub pecha, byli gotowi odrzucić oferty w wysokości ponad stu procent oczekiwanej wartości swojej sprawy, aby kontynuować grę. To pokazuje przejście od zachowania unikania ryzyka do zachowania poszukiwania ryzyka. Badanie to uwypukla uprzedzenia behawioralne, których nie uwzględnia tradycyjna teoria gier. Bardziej ryzykowne zachowanie u pechowych zawodników można przypisać efektowi progu rentowności, który stanowi, że gracze będą nadal podejmować ryzykowne decyzje w celu odzyskania pieniędzy. Z drugiej strony bardziej ryzykowne zachowanie szczęśliwych zawodników można wyjaśnić efektem kasyna, który stwierdza, że wygrywający gracze są bardziej skłonni do podejmowania ryzykownych decyzji, ponieważ uważają, że nie grają własnymi pieniędzmi. Ta analiza pokazuje, że zachęty wpływają na racjonalny wybór, szczególnie gdy gracze podejmują szereg decyzji.
Bodźce i konsekwencje również odgrywają dużą rolę w oszukiwaniu w grach. Gneezy (2005) badał podstęp przy użyciu gry nadawca-odbiorca. W tym typie gry, gracz otrzymuje informacje o wypłatach opcji A i B. Następnie gracz pierwszy daje graczowi drugiemu zalecenie dotyczące wyboru opcji. Gracz jeden może oszukać gracza drugiego, a gracz drugi może odrzucić jego rady. Gneezy stwierdził, że uczestnicy byli bardziej wrażliwi na zysk z kłamstwa niż na stratę przeciwnika. Odkrył również, że uczestnicy nie byli całkowicie samolubni i troszczyli się o to, jak bardzo ich przeciwnicy stracili z powodu oszustwa, ale efekt ten słabł wraz ze wzrostem ich własnych wypłat. Ustalenia te pokazują, że decydenci badają zarówno bodźce do kłamstwa, jak i konsekwencje kłamstwa, aby zdecydować, czy kłamać, czy nie. Zasadniczo ludzie są przeciwni kłamaniu, ale przy odpowiednich zachętach ignorują konsekwencje. Wang (2009) użył również gry rozmowy, aby zbadać oszustwo u uczestników z zachętą do oszukiwania. Za pomocą śledzenia wzroku odkrył, że uczestnicy, którzy otrzymywali informacje o wypłatach, koncentrowali się na własnej wypłacie dwa razy częściej niż ich przeciwnicy. Sugeruje to minimalne myślenie strategiczne. Co więcej, źrenice uczestników rozszerzały się tym bardziej im większe kłamstwo powiedzieli. Poprzez te fizyczne wskazówki Wang doszedł do wniosku, że oszustwo jest trudne poznawczo. Odkrycia te pokazują, że takie czynniki, jak zachęty, konsekwencje i oszustwa mogą tworzyć nieracjonalne decyzje i wpływać na rozwój gier.

### Decyzje grupowe
Behawioralna teoria gier uwzględnia wpływ grup na racjonalność. W prawdziwym świecie wiele decyzji jest podejmowanych przez zespoły, ale tradycyjna teoria gier wykorzystuje osobę jako decydenta. Stwarza to potrzebę modelowania zachowań grupowych w podejmowaniu decyzji. Bornstein i Yaniv (1998) badali różnicę w racjonalności między grupami i jednostkami w grze ultimatum. W tej grze gracz jeden (lub grupa jeden) decyduje, jaki procent wypłaty ma dać graczowi dwa (lub grupa druga), a następnie gracz drugi decyduje, czy przyjąć lub odrzucić tę ofertę. Uczestnicy w warunkach grupowych zostali podzieleni na trzyosobowe grupy i pozwolono im obradować nad ich decyzjami. Idealna racjonalność w tej grze polegałaby na tym, że gracz jeden nie oferowałby żadnej wypłaty, ale prawie nigdy tak nie jest w przypadku obserwowanych ofert. Bornstein i Yaniv odkryli, że grupy były mniej hojne, chętne do rezygnacji z mniejszej części swojej wypłaty, pod jednym warunkiem gracza. W przypadku gracza drugiego były bardziej skłonne do akceptacji niskich ofert niż w przypadku jednej osoby. Wyniki te sugerują, że grupy są bardziej racjonalne niż jednostki.
Kocher i Sutter (2005) wykorzystali grę w konkursach piękności, aby zbadać i porównać zachowania indywidualne i grupowe. Konkurs piękności to taka, w której wszyscy uczestnicy wybierają liczbę od zera do stu. Zwycięzcą zostaje uczestnik, który wybierze liczbę najbliższą do dwóch trzecich średniej liczby. W pierwszej rundzie rozsądny wybór wynosiłby trzydzieści trzy, ponieważ jest to dwie trzecie średniej liczby, która wyniosła by pięćdziesiąt. Biorąc pod uwagę nieskończoną liczbę rund, wszyscy uczestnicy powinni jednak wybrać zero zgodnie z teorią gier. Kocher i Sutter odkryli, że grupy nie działały bardziej racjonalnie niż jednostki w pierwszej rundzie gry. Jednak grupy działały bardziej racjonalnie niż pojedyncze osoby w kolejnych rundach. To pokazuje, że grupy są w stanie nauczyć się gry i dostosować swoją strategię szybciej niż poszczególne osoby.